# Oudaï Hussein
Pour les articles homonymes, voir Al-Tikriti.
Oudaï Saddam Hussein al-Tikriti (arabe : عُدي صدّام حُسين), né le 18 juin 1964 à Bagdad en Irak et mort le 22 juillet 2003 à Mossoul, est le fils aîné de Saddam Hussein et de sa première femme, Sajida Talfah. Il a été longtemps présenté comme dauphin de son père, assumant des responsabilités importantes au sein du régime irakien. Son comportement erratique et ses relations troublées tant avec son père qu'avec son frère cadet Qoussaï Hussein ont souvent été relatés dans la presse occidentale. De multiples témoignages l’accusent d'actes de tortures et de viols dans l’exercice de ses fonctions,,.

## Biographie
Oudaï Hussein a été brièvement marié à la fille d'Izzat Ibrahim ad-Douri, ancien vice-président et député du Conseil du Commandement Révolutionnaire de Saddam Hussein.
En 1987, Saddam Hussein désigne son fils à la tête du comité olympique irakien. À ce poste, ce dernier aurait torturé et/ou fait torturer plusieurs athlètes, (on aurait trouvé en 2003 une vierge de fer au siège de la fédération olympique d'Irak, instrument de torture très probablement utilisé par Oudaï Hussein lui-même). Plus tard, il devient chef de l'une des officines chargées de la sécurité du président irakien. Oudaï Hussein, fier de sa réputation, se fait appeler « Abou Sarhan », « le loup » en français.
Oudaï collectionne les voitures de luxe (on lui prête une collection d'environ 1 200 véhicules), et mène la grande vie. Réputé pour sa cruauté et craint, il fait parader des femmes devant lui chaque soir pour faire son choix, faisant enlever et violer celles qui lui résistent,.
En octobre 1988, lors d'une réception en l'honneur de Suzanne Moubarak, femme de Hosni Moubarak, président d'Égypte, Oudaï Hussein assassine à l'aide d'un couteau à découper le valet et goûteur personnel de son père, Kamel Hana Gegeo, devant des convives horrifiés,. Il lui reprochait d’avoir présenté à son père Samira Chahbandar, une jeune femme devenue, en 1986, la seconde épouse de celui-ci. Pour le punir de ce crime, Saddam le fait emprisonner pendant un mois avant de l'exiler vers la Suisse d'où il se fera expulser pour port d'arme illégal.
Oudaï dirigera un journal appelé Babel, ainsi qu'une station de radio, Voice of Iraq, ciblant un public jeune et diffusant de la musique pop, ainsi que l'une des trois chaînes de télévision d'Irak, Shabab Television (« télévision de la jeunesse »). Les médias qu'il dirige contrastent par leur relative liberté de ton et d'ouverture aux médias extérieurs avec l'ensemble des médias irakiens ; cependant, cette autonomie est contrôlée par Saddam Hussein, qui y voit un moyen de faire passer des messages non diffusables dans la presse officielle. En 1992, Oudaï est élu à l'unanimité président du Syndicat des journalistes irakien, et se fait appeler « Doyen des journalistes ».
En décembre 1996, il est victime d'un attentat alors qu'il conduit sa Porsche dans Bagdad. Atteint de plusieurs balles, on craint qu'il reste paralysé, mais Oudaï retrouvera l'usage de ses jambes, avec néanmoins un fort boitement, et réapparaît en public plus d'un an plus tard. Les commanditaires et les exécutants de l'attaque ne seront jamais retrouvés, mais les possibilités sont nombreuses, y compris au sein de sa propre famille, tant il est vrai qu'Oudaï Hussein avait un grand nombre d'ennemis.
En 1999, Oudaï est élu au Parlement avec 99 % des voix. Peut-être en raison de l'affaiblissement d'Oudaï, ou plus probablement à cause de son comportement erratique, Saddam Hussein donnera à son cadet Qoussaï des responsabilités croissantes et finira par le désigner comme son dauphin en 2000.

### La traque et sa fin

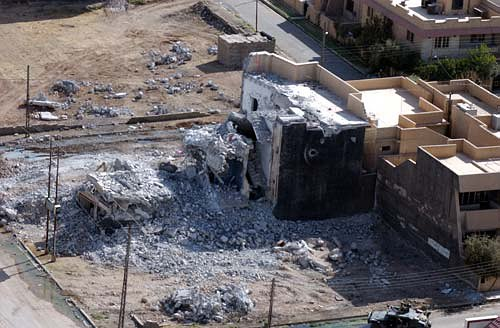
Emplacement de la maison de Mossoul où Oudaï et Qoussaï Hussein avaient trouvé refuge. Après son bombardement par les Américains.

Dès la prise de contrôle de la capitale par les forces américaines en avril 2003, Oudaï Hussein, considéré comme un des piliers du régime baasiste, se cache en compagnie de son frère Qoussaï et d'autres membres de sa famille. Le 11 avril, les Américains publient une liste des 55 personnes les plus recherchées sous la forme d'un jeu de cartes ; Oudaï Hussein y est l'« As de cœur », devenant ainsi l'une des quatre cibles prioritaires des forces américaines, avec son père, son frère et le secrétaire présidentiel. Comme son frère, sa tête est mise à prix pour quinze millions de dollars.
Une traque systématique se met alors en place et le 22 juillet 2003, à la suite d'un renseignement d'un informateur irakien non identifié (on a parlé du propriétaire de la maison où s'étaient réfugiés les deux fils de Saddam Hussein), un commando des forces spéciales tente de les capturer à Mossoul. À la suite d'un échange de coups de feu, les forces spéciales se replient et demandent du renfort. Deux cents soldats de la 101e division aéroportée encerclent alors la maison, recevant l'aide d'hélicoptères Apache et d'un avion A-10. Après quatre heures de bataille intense, les soldats pénètrent dans la maison et y trouvent quatre cadavres, qui seront identifiés dès le lendemain grâce à leur dossier dentaire comme étant ceux d'Oudaï Hussein, de son frère Qoussaï, d'un garde du corps, et de Mustapha, le fils de Qoussaï, âgé de 14 ans.
Le propriétaire de la maison (le Cheikh Zeidan, un cousin de Saddam) reçut peu après la citoyenneté américaine et s'expatria aux États-Unis, ce qui renforça les spéculations selon lesquelles il aurait pu être l'informateur et le bénéficiaire des trente millions de dollars de récompense promis pour la capture des deux fils Hussein. Son frère sera tué en 2004 par des inconnus, probablement en représailles.
Dès le 24 juillet, des photos des cadavres sont diffusées dans la presse. Le commandement militaire américain déclare que les images publiées ont pour but de faire taire les rumeurs selon lesquelles les deux frères seraient toujours en vie. Certains ne manqueront pas de critiquer le deux-poids-deux-mesures américain puisque l'administration américaine avait mis un veto depuis 1991 sur la publication d'images de soldats américains tués et même de leurs cercueils.
Oudaï Hussein est enterré dans un cimetière de la région de Tikrit aux côtés de son frère et de son père.

## Cinéma
- Nous les Irakiens, film documentaire tourné par Abbas Fahdel en 2003. Le film montre la réaction de la population irakienne à l'annonce de la nouvelle de la mort d'Oudaï Hussein et de son frère Qoussaï.
- The Devil's Double de Lee Tamahori, film adapté du livre de Latif Yahia, raconte comment celui-ci est devenu le double du fils aîné de Saddam Hussein, Oudaï Hussein. Avec Dominic Cooper et Ludivine Sagnier.